# Alberto De Agazio
Alberto De Agazio, italijanski general, * 5. september 1888, † 1. oktober 1943.